# Ampelos
Ampelos (grek. Αμπελος) är det gammalgrekiska ordet för vin.
Ampelos var en av de första hamadryaderna i grekisk mytologi. Hon var dotter till Oxylos och Hamadryas. Hon hade också sju systrar som alla hade en egen växt- eller trädart. Ampelos växter var vinrankan (Vitis silvestris), hundrovan (Bryonia creticus), den svarta hundrovan (Tamus communis) samt sjögräs och tång (Fucus volubilis).
Ampelos är sedan 1994 också namnet på en bokklubb med nära anknytning till de kristna förlagen Artos och Norma, som båda drivs av prästen Per Åkerlund.